# Тихомиров, Анатолий Васильевич
Анатолий Васильевич Тихомиров (12 октября 1945, Краснодар — 10 ноября 2024, Ростов-на-Дону) — советский и российский военачальник. Участник Холодной войны. Командующий морской авиацией флота - заместитель командующего Тихоокеанским флотом по авиации. Заслуженный военный летчик РФ (1993). Военный летчик 1-го класса, генерал-лейтенант авиации (1999).

## Биография
Образование
- Оренбургское высшее военное авиационное Краснознаменное училище лётчиков имени И. С. Полбина (1967 г.),
- Военно-морскую академию им. А.А. Гречко (ВМА) (1974),
- Военная академия Генерального штаба Вооружённых сил Российской Федерации (1992).

Ранние годы
Родился 12 октября 1945 года в г. Краснодаре, РСФСР. Русский.
1963 г. окончил среднюю общеобразовательную школу.
1963 г. поступил в Оренбургское высшее военное авиационное училище лётчиков им. И.С. Полбина, ОВВАУЛ.
1967 г. окончил ОВВАУЛ.
1967 г. получил первичное офицерское звание лейтенант.
1967 г. старший лётчик 846 отдельного минно-торпедного авиационного полка (омтап) авиации Балтийского Флота (БФ).
1969 г. командир звена 846 омтап авиации БФ.
1969 г. присвоено очередное воинское звание стаоший лейтенант.
1971 г. поступил в Военно-морскую академию им. А.А. Гречко (ВМА).
1972 г. присвоено очередное воинское звание капитан.
1974 г. окончил ВМА Ленинград.
1974 г. заместитель командира АЭ 846 омтап авиации БФ.
1975 г. присвоено очередное воинское звание майор.
1975 г. заместитель командира 145 отдельной противолодочной АЭ авиации БФ.
1976 г. командир АЭ 15 отдельного дальнего разведывательного авиационного полка (одрап) авиации БФ.
1977 г. заместитель командира полка по лётной подготовке 15 одрап авиации БФ.
1979 г. присвоено очередное воинское звание подполковник.
1980 г. командир 342 авиационного полка радиоэлектронной борьбы военно-воздушных сил (ВВС) БФ.
1983 г. присвоено очередное воинское звание полковник.
1984 г. начальник штаба - заместитель командира 57 морской разведывательной авиационной дивизии (мрад) ВВС БФ.
На высших должностях
1988 г. командир 57-й морской ракетоносной авиадивизии Военно-воздушных сил Балтийского флота.
1990 г. присвоено очередное воинское звание генерал-майор авиации.
1990 году зачислен и в 1992 году окончил Военную академию Генерального штаба Вооружённых Сил СССР им. К.Е. Ворошилова (ВА).
1992 г. начальник боевой подготовки авиации ВМФ.
1992 г. начальник Управления боевой подготовки авиации ВМФ.
1993 г. начальник боевой подготовки - начальник управления боевой подготовки авиации ВМФ.
1998 г. начальник отдела боевой подготовки авиации ВМФ.
1998 г. командующий морской авиацией флота - заместитель командующего Тихоокеанским флотом по авиации.
1999 г. присвоено очередное воинское звание генерал-лейтенант.
В августе 2001 года уволен с военной службы с правом ношения военной формы.
После службы
С 2002-го по 2004 работал в ТАНТК им. Г.М. Бериева ведущим инженером по экспериментальным работам и летным испытаниям.
С 2012  — Ведущий инспектор группы инспекторов Объединённого стратегического командования Южного военного округа.
Умер 10 ноября 2024 года в Ростове-на-Дону.

## Семья
Жена - Тихомирова (Салимова) Анна Георгиевна, 1946 г.
Дочь - Светлана, 17.01.1967 г.
Дочь - Татьяна, 01.08.1972 г.

## Награды
- Орден Красной Звезды
- Медаль «В ознаменование 100-летия со дня рождения Владимира Ильича Ленина» (6 апреля 1970[5])
- Медаль «За укрепление боевого содружества»
- Юбилейная медаль «Двадцать лет Победы в Великой Отечественной войне 1941—1945 гг.»
- Медаль «Ветеран Вооружённых Сил СССР»
- Юбилейная медаль «50 лет Вооружённых Сил СССР»
- Юбилейная медаль «60 лет Вооружённых Сил СССР»[6]
- Юбилейная медаль «70 лет Вооружённых Сил СССР»[7]
- Медаль «За безупречную службу» I степени
- Медаль «За безупречную службу» II степени
- Медаль «За безупречную службу» III степени
- Медаль «За ратную доблесть»